# Pogonești
Pogonești est une commune roumaine située dans le județ de Vaslui.